# شیر-زعفران کلاه
شیر-زعفران کلاه (نام علمی: Lactarius deliciosus) نام یک گونه از راسته کلاه‌قارچان روسولا است.